# 洛赫馬尼齊亞河
洛赫馬尼齊亞河（烏克蘭語：Лохманиця），是烏克蘭西南部的河流，屬於比爾卡河的左支流。該河流經文尼察州的海辛區，河道全長7公里。